# NEC Corporation
NEC är en japansk företagskoncern som tillverkar elektronik. Koncernen grundades 1899 i Tokyo, har mer än 140 000 anställda och omsätter 39 miljarder USD. Idag levererar NEC mer än 15 000 olika produkter, från microchips till satellitstationer.